# Eschenbruch
Eschenbruch ist seit 1970 eine von 19 Ortschaften der Stadt Blomberg im Kreis Lippe in Nordrhein-Westfalen. Zur Ortschaft gehören die früheren Gemeinden Eschenbruch, Hiddensen, Graben und Klus. Der Ortsteil liegt etwa fünf Kilometer nordöstlich des Blomberger Stadtzentrums. In Eschenbruch gibt es auf 7,55 km² Fläche 422 Einwohner, das entspricht einer Bevölkerungsdichte von 56 Einwohnern/km². Die derzeitige Ortsvorsteherin ist Nicole Kästing (Stand: 31. Mai 2021).
In Eschenbruch gibt es sieben landwirtschaftliche Vollerwerbsbetriebe. Zur Infrastruktur gehören u. a. eine Kapelle, eine Gaststätte (bis Dezember 2019), ein Festplatz, das Haus des Gastes (verkauft 2014) und zwei Reithallen. An Vereinen und Gruppen gibt es die MGV "Liedertafel", den Heimat- und Verkehrsverein, den Schützenverein, die Jugend- und Damenschießgruppe, den Reit- und Fahrverein "Hubertus", die Freiwillige Feuerwehr, die Fußballspielgemeinschaft, den Frauenkreis und den Seniorenclub.

## Geschichte
In einer Urkunde aus dem Jahr 1483 wird Eschenbruch erstmals als "tom Esche" erwähnt, während es 1531 mit "Eßbrok" bezeichnet wird. Hiddensen findet 1350 urkundlich Erwähnung, als Graf Heinrich VIII. von Schwalenberg den Ort an die Landesherren von Lippe verkaufte. Aus archäologischen Funden ist bekannt, dass das Gebiet schon im Mittelalter besiedelt war. Mitarbeiter des Landesmuseums Detmold fanden auf dem alten Friedhof in Hiddensen Skelettreste von Kindern und Erwachsenen aus dem 10. bis 14. Jahrhundert, die in Gräbern aus Steinplatten bestattet worden waren.
1423 wurde Hiddensen verlassen und zur Wüstung, 1519 jedoch erneut besiedelt. Im Dreißigjährigen Krieg (1618–1648) erlitt die Bevölkerung Plünderungen, Zerstörungen und eine verheerende Pestepidemie. Nach erneuten Besitzwechseln gehörten die Dörfer im heutigen Ortsteil Eschenbruch ab 1839 zum Fürstentum Lippe.
Am 1. April 1922 trat Eschenbruch Gebietsteile an die neue Gemeinde Siekholz ab.
Durch das Gesetz zur Neugliederung des Kreises Detmold wurde Eschenbruch am 1. Januar 1970 in die Stadt Blomberg eingegliedert.